# Girolamo Matteucci
Girolamo Matteucci (* um 1544 in Fermo; † 20. Januar 1609 in Rom) war Bischof von Viterbo und Tuscania.

## Biografie
Geboren wurde er um 1544 in Fermo, die Namen seiner Eltern sind unbekannt.
Nachdem er seinen Abschluss in utroque iure (kirchliches und ziviles Recht) erworben hatte, begann er seine kirchliche Laufbahn um 1570 als Referendar in der Apostolischen Signatur. Nachdem er von 1571 bis 1572 als Gouverneur von Ravenna und 1574 als Gouverneur von Faenza wichtige Verwaltungspositionen innegehabt hatte, wurde er 1578 Abbreviator  de parco maiori in der päpstlichen Kanzlei.
Am 1. Juni 1579 wurde er Erzbischof von Ragusa und am 8. August 1583 in die Diözese Sarno versetzt. Im Dezember 1587 wurde Matteucci Apostolischer Nuntius von Venedig. Im Oktober 1589, nach dem Tod des französischen Königs Heinrich III. kam es zu Meinungsverschiedenheiten zwischen dem Heiligen Stuhl und der Serenissima, bei der Matteucci wenig diplomatisches Geschick zeigte. Nach seiner Rückkehr nach Rom wurde er zum Statthalter von Rom ernannt. Dieses Amt hatte er bis April 1591 inne, als der neue Papst Gregor XIV. ihn zum Generalkommissar der päpstlichen Armee wählte und ihn nach Frankreich zur Unterstützung der katholischen Liga im Bürgerkrieg schickte. Die Nachfolgepäpste zeigten bald ihre Absicht das militärische Engagement in Frankreich einzuschränken. Nachdem Matteucci durch Innocenzo Malvasia ersetzt wurde, kehrte er nach Rom zurück.
Am 5. Dezember 1594 wurde er zum Bischof von Viterbo und Tuscania ernannt und hatte dieses Amt bis zu seinem Tod inne.